# 내 마음에는 악어가 산다
"내 마음에는 악어가 산다"는 1993년에 개봉한 대한민국의 영화이다.

## 캐스팅
- 조선묵
- 오유선
- 유명진
- 김학철
- 김은지
- 이석구
- 안진수